# 結城たかし
結城 たかし（ゆうき たかし、1949年3月31日 - ）は、日本のお笑い芸人。本名∶小林 勇。新潟県出身。出囃子は『わたり拍子』。

## 経歴
浪曲師鈴木一若の長男として生まれ、幼少の頃より数々の舞台に立つ。1975年より演歌、民謡の歌手・司会業をスタート。
1984年、東京二へ入門。1992年、日本司会芸能協会会員となる。
1997年、新潟ケーブルテレビ『噂の歌謡天国』レギュラーとなる。
2002年に日本司会芸能協会を退会し、東京二と共に漫才コンビ「東京二・たかし」を結成。2008年にコンビは解散、「結城たかし」に改名しギター歌謡漫談家となる。
2015年、大空遊平、うたじと共に「トリオザキュースケ」を結成。
2016年7月、大空遊平と共に「ふるさとコンビ」を結成。
2022年12月に遊平とのコンビを解消。ピン芸人に戻ったが、同年12月31日の浅草演芸ホール「落語協会釣り落としの会」で再び東京二とのコンビを「J・J京二・たかし」として再結成している（本格的な再結成は翌2023年1月の浅草東洋館・漫才協会正月上席興行より）。
2024年3月の東洋館中席興行を最後に「J・J京二・たかし」解散。翌4月より再びピンで活動。

## 芸歴
- 1984年 - 東京二に入門、「東たかし」を名乗る。
- 2004年 - 「東京二・たかし」コンビ結成。
- 2008年 - コンビ解散。「結城たかし」に改名しギター歌謡漫談家となる。
- 2015年 - 「トリオザキュースケ」を結成。
- 2016年7月 - 「ふるさとコンビ」を結成。
- 2023年1月 - 「J・J京二・たかし」として約14年ぶりにコンビ再結成[4]。ナイツ塙によると、JJは「じいじ」の略だという[5]。
- 2024年3月 - コンビ解散。再びピンで活動。